# Baboucarr Semega-Janneh
Alh. Baboucarr Ousman Semega-Janneh (* 21. Juli 1910 in Bathurst; † 21. Juni 2002 in Dippa Kunda, Kanifing Municipal) war ein gambischer Kartograph, Politiker und Diplomat.

## Leben
Semega-Janneh besuchte die Methodist Boys’ High School in Bathurst (heute Banjul). Dann studierte er von 1948 bis 1949 bei Ordnance Survey, der nationalen britischen Vermessungsbehörde, und bei Directorate of Overseas Surveys Zeichnen und Vermessungswesen (englisch Draughtsmanship and Land Surveys). Dann setzte er sein Studium 1955 in Großbritannien und 1956 in Nordirland im Fach Kommunalverwaltung fort.
Ab 1931 war im Gambia Surveys Dept tätig und wurde 1954 dessen Direktor bis 1966. Ab 1951 bis 1967 war er Mitglied im Bathurst City Council und 1959 dessen stellvertretender Vorsitzender. 1960 wurde er bis 1965 Vorsitzender des Bathurst City Council. Im Februar 1965 wurde er gewählter Mayor of City of Bathurst. Er wurde 1966 und 1967 wiedergewählt.
Von 1967 bis 1971 wurde er zum Hochkommissar ernannt, als Botschafter war er in Senegal akkreditiert. Gleichzeitig außerordentlicher und bevollmächtigter Botschafter in Mauretanien, Liberia, Guinea und Mali. 1969 wurde die Akkreditierung auf Sierra Leone erweitert. 1971 wurde er bis November 1980 Botschafter in London, Großbritannien. Gleichzeitig war er außerordentlicher und bevollmächtigter Botschafter in Österreich, Belgien, Frankreich, Schweden, der Schweiz und Westdeutschland. Ab 1979 bis 1980 auch beim Heiligen Stuhl.

## Mitgliedschaften
Wie sein Bruder Howsoon O. Semega-Janneh war er zunächst in den 1950ern in dem Gambia Muslim Congress (GMC) aktiv, die er 1952 mitgründete, und schloss sich später in den 1960ern der People’s Progressive Party (PPP) an. Er gründete 1936 die Bathurst Young Muslims Society (BYMS).
1955 wurde Semega-Janneh zum ersten Präsidenten der Gambia Football Association gewählt.
Baboucarr Semega-Janneh war Mitglied des Gambia Oilseeds Marketing Board und des beratenden Ausschusses zur Mitgestaltung der Verfassung Gambias und von 1969 bis 1972 Vorsitzender des beratenden Ausschusses für Haushalt und Finanzen, der Organisation für Afrikanische Einheit.

## Familie
Baboucarr Semega-Janneh war verheiratet und hatte vier Söhne. Howsoon O. Semega-Janneh (1914–1988) war sein jüngerer Bruder und Satang Jow (* 1943) seine Nichte.

## Ehrungen und Auszeichnungen
- 1956: Member of the Order of the British Empire (MBE)[9] (nach anderer Quelle[1] 1954)
- 1967: Commander of Order of Merit, Mauretanien[1]
- 1971: Grand Officer of Order of Merit, Mauretanien[1]
- 1971: Grand Officer of Order of Merit, Senegal[1]
- ?: Benennung der Semega Janneh Olympic Hall am Serrekunda East Mini Stadium.[10]